# LIVE JOY FOR U
『LIVE JOY FOR U』（ライヴ・ジョイ・フォー・ユー）は、山下久美子のライヴ・アルバムおよびライヴ・ビデオであり、東芝EMI / EASTWORLDから発売された。

## 概要
ライヴ・アルバムおよびライヴ・ビデオとしては、1989年に発売された『stop stop rock'n'roll“LIVE“1988.12.5 TOKYO BAY N.K.HALL』以来のリリースとなった。
この作品は、1991年7月20日に行われたNHKホール公演の模様を収録されている。

## ライヴ・アルバム

### 概要
前述の通り、1989年発売の『stop stop rock'n'roll“LIVE“1988.12.5 TOKYO BAY N.K.HALL』以来のライヴ・アルバム。
1曲目の「Happy Heart」は、ドイツの指揮者であるジェームス・ラストが1969年に発表した楽曲のカヴァーである。

### 収録曲
| 全編曲: 小池ヒロミチ & ALL MUSICIANS。 |                             |                        |                        |       |
| #                                      | タイトル                    | 作詞                   | 作曲                   | 時間  |
| 1.                                     | 「Happy Heart」             | Jackie Rae, James Last | Jackie Rae, James Last | 2:26  |
| 2.                                     | 「微笑みのその前で」        | 山下久美子             | 布袋寅泰               | 3:01  |
| 3.                                     | 「Stop Stop Rock'n'Roll」   | 山下久美子             | 布袋寅泰               | 4:35  |
| 4.                                     | 「優しくしたいの」          | 山下久美子             | 布袋寅泰               | 3:09  |
| 5.                                     | 「恋の数だけ流した涙」      | 山下久美子             | 布袋寅泰               | 4:29  |
| 6.                                     | 「REF・RAIN」               | 山下久美子             | 布袋寅泰               | 5:47  |
| 7.                                     | 「君がいれば」              | 山下久美子             | 布袋寅泰               | 7:16  |
| 8.                                     | 「Let me go!」              | 山下久美子             | 布袋寅泰               | 5:12  |
| 9.                                     | 「ファンタジア」            | 山下久美子             | 布袋寅泰               | 5:09  |
| 10.                                    | 「ロマンス」                | 山下久美子             | 布袋寅泰               | 8:36  |
| 11.                                    | 「JOY FOR U」               | 山下久美子             | 布袋寅泰               | 6:38  |
| 12.                                    | 「微笑みをもう一度」        | 山下久美子             | 布袋寅泰               | 4:54  |
| 13.                                    | 「Tonight 〜 星の降る夜に」 | 山下久美子             | 布袋寅泰               | 5:38  |
| 14.                                    | 「春に降る雪」              | 山下久美子             | 布袋寅泰               | 2:47  |
| 合計時間:                              | 合計時間:                   | 合計時間:              | 合計時間:              | 69:37 |

## ライヴ・ビデオ

### 概要
前述の通り、1989年発売の『stop stop rock'n'roll“LIVE“1988.12.5 TOKYO BAY N.K.HALL』以来のライブ・ビデオであり、ライヴ・アルバムには未収録の「Lilith (British Fantasy)」が収録され、「REF・RAIN」と「Stop Stop Rock'n'Roll」の2曲が省かれている。

### 収録曲
| 全編曲: 小池ヒロミチ & ALL MUSICIANS。 |                              |                        |                        |
| #                                      | タイトル                     | 作詞                   | 作曲                   |
| 1.                                     | 「Happy Heart」              | Jackie Rae, James Last | Jackie Rae, James Last |
| 2.                                     | 「微笑みのその前で」         | 山下久美子             | 布袋寅泰               |
| 3.                                     | 「優しくしたいの」           | 山下久美子             | 布袋寅泰               |
| 4.                                     | 「Lilith (British Fantasy)」 | 山下久美子             | 布袋寅泰               |
| 5.                                     | 「Let me go!」               | 山下久美子             | 布袋寅泰               |
| 6.                                     | 「ファンタジア」             | 山下久美子             | 布袋寅泰               |
| 7.                                     | 「微笑みをもう一度」         | 山下久美子             | 布袋寅泰               |
| 8.                                     | 「ロマンス」                 | 山下久美子             | 布袋寅泰               |
| 9.                                     | 「JOY FOR U」                | 山下久美子             | 布袋寅泰               |
| 10.                                    | 「Tonight 〜 星の降る夜に」  | 山下久美子             | 布袋寅泰               |
| 11.                                    | 「春に降る雪」               | 山下久美子             | 布袋寅泰               |
| 12.                                    | 「Happy Heart」              | Jackie Rae, James Last | Jackie Rae, James Last |

## 参加ミュージシャン
- Vocal：山下久美子
- Guitar & Chorus：TOMOTAKA“Imasa”IMAMICHI
- Guitar & Chorus：花田裕之
- Bass & Chorus：小池ヒロミチ
- Drums：池畑潤二
- Keyboards & Chorus：福原まり
- Manipulator：三浦憲和
- Chorus：JEFF PATTERSON
- Chorus：DAWN KNIGHT
- Guitar & Chorus：布袋寅泰 (「ファンタジア」のみ)